# Osornophryne cofanorum
Espèce
Statut de conservation UICN

 LC  : Préoccupation mineure
Osornophryne cofanorum est une espèce d'amphibiens de la famille des Bufonidae.

## Répartition
Cette espèce est endémique d'Équateur. Elle se rencontre dans la province de Sucumbíos de 2 600 à 2 800 m d'altitude dans la cordillère Orientale.

## Description

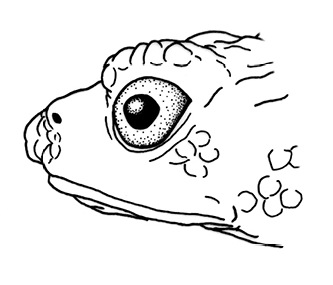
vue latérale du mâle

Les mâles mesurent de 16,2 à 18,7 mm et les femelles de 22,2 à 34,4 mm.

## Étymologie
Son nom d'espèce lui a été donné en référence aux A'i Cofán.

## Publication originale
- Mueses-Cisneros, Yanez-Munoz & Guayasamin, 2010 : Una nueva especie de sapo del género Osornophryne (Anura: Bufonidae) de las estribaciones amazónicas de los Andes de Ecuador. Papéis Avulsos de Zoologia (São Paulo), vol. 50, no 17, p. 269-279 (texte intégral).